# نورمان دويل
نورمان دويل (بالإنجليزية: Norman Doyle)‏ هو سياسي كندي، ولد في 11 نوفمبر 1945 في كندا. حزبياً، نشط في حزب المحافظين الكندي والحزب الكندي التقدمي المحافظ. وقد انتخب عضو مجلس الشيوخ الكندي (6 يناير 2012 – ) وانتخب عضو مجلس العموم الكندي.